# Parthenicus rubropunctipes
Parthenicus rubropunctipes är en insektsart som beskrevs av Knight 1968. Parthenicus rubropunctipes ingår i släktet Parthenicus och familjen ängsskinnbaggar. Inga underarter finns listade i Catalogue of Life.